# Hongseong
Der Landkreis Hongseong (kor.: 홍성군, Hongseong-gun) befindet sich in der Provinz Chungcheongnam-do in Südkorea. Der Verwaltungssitz befindet sich in der Stadt Hongseong-eup. Der Landkreis hatte eine Fläche von 444 km² und eine Bevölkerung von 102.872 Einwohnern im Jahr 2019.
Der Landkreis bildet das Verwaltungszentrum der Provinz Chungcheongnam-do.

## Söhne und Töchter des Landkreises
- Han Yong-un (1879–1944), Poet
- Hwang Sun-mi (* 1963), Schriftstellerin
- Kim Chwa-chin (1889–1930), Aktivist

Lage des Landkreises in Chungcheongnam-do